# Bombus
Bourdon
Cet article concerne l'insecte. Pour le groupe suédois de hard rock, voir Bombus (groupe).
Pour les articles homonymes, voir Bourdon et Bourdon noir.
Ne pas confondre avec le faux bourdon, un autre insecte (le mâle de l'abeille).
 (février 2015).
Si vous disposez d'ouvrages ou d'articles de référence ou si vous connaissez des sites web de qualité traitant du thème abordé ici, merci de compléter l'article en donnant les références utiles à sa vérifiabilité et en les liant à la section « Notes et références ».
Tribu
Genre
Répartition géographique
Les bourdons sont des insectes sociaux du genre Bombus et de la famille des Apidae. Importants pollinisateurs, les différentes espèces de bourdons se nourrissent du nectar des fleurs et récoltent le pollen pour nourrir leurs larves. Quelques espèces (du sous-genre Psithyrus) sont exclusivement parasites et ne produisent pas de caste ouvrière,.
Comme la plupart des insectes pollinisateurs, les bourdons sont en déclin mondial, notamment à cause de la dégradation et de la disparition de leurs habitats provoquées par l'agriculture intensive,. Des initiatives mondiales et nationales visent à rétablir les habitats et les populations de pollinisateurs,.

## Étymologie
Le mot « bourdon », avec le sens d'insecte, est mentionné dès le XIIIe siècle, dans le roman Yder en ancien français (bordon) et l'orthographe bourdon est attestée dès 1350 dans un glossaire de cette œuvre. Le terme est probablement d'origine onomatopique, faisant référence au son grave du vol de l'insecte (le bourdonnement) et rapproché du bourdon en musique (note grave, tenue en continue en guise de basse, par un instrument, ou voix grave dans un chœur). Ce terme au sens zoologique (ou l'onomatopée) dérive peut-être du bas latin burdo, qui pouvait désigner un insecte d'après les glossaires des lexicographes médiévaux Aelfric (Xe siècle) et Papias (XIe siècle).

## Taxonomie et bio-homonymie
(Bombus est un groupe taxonomique récent qui est a priori encore en pleine radiation spécifique et dont les subspéciation et  spéciation allopatriques nombreuses semblent refléter les paléoévènements récents que sont les glaciations et déglaciations de l'époque quaternaire dans l'écozone paléarctique.)[pas clair]

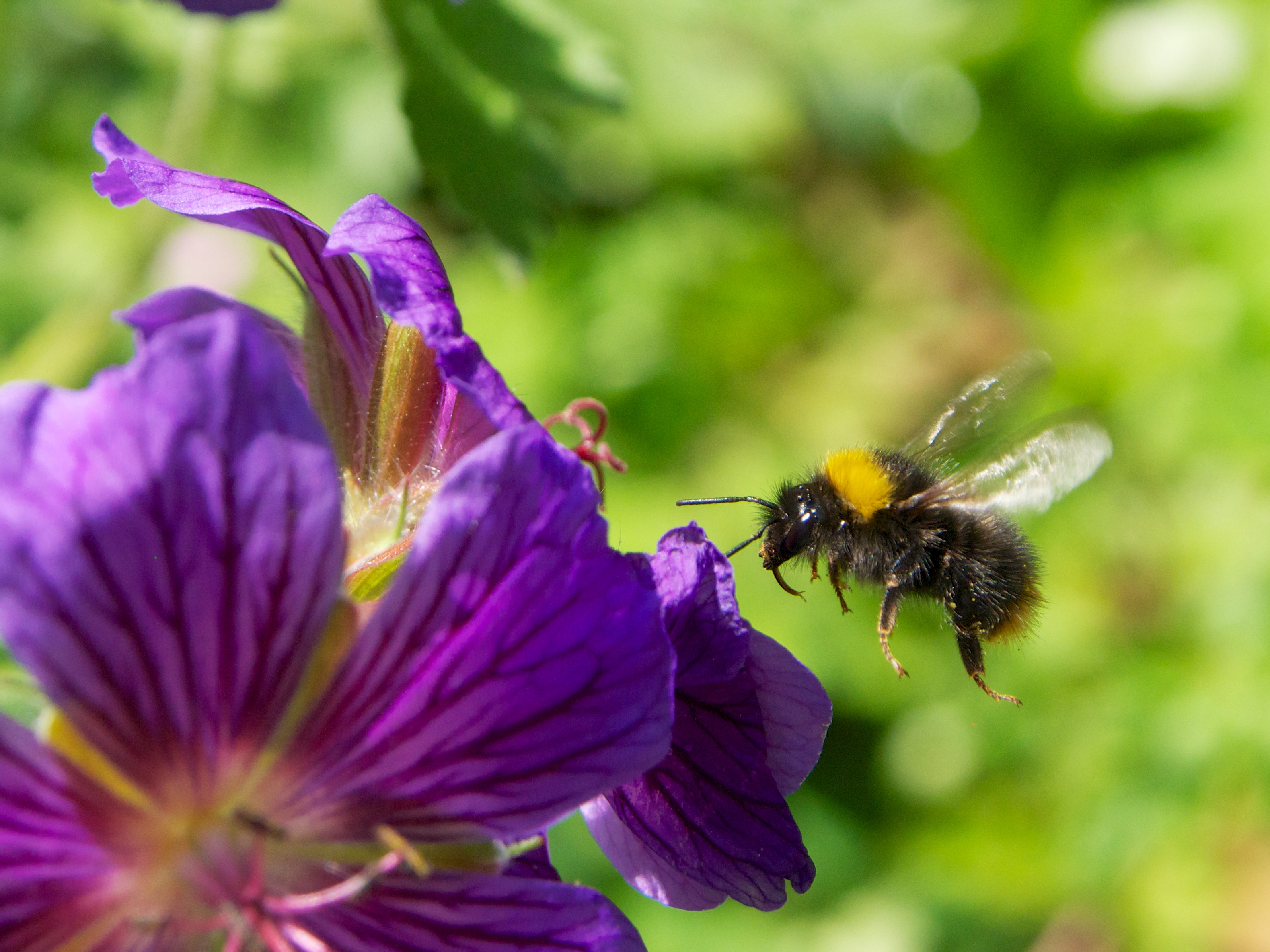
Un bourdon approchant une fleur, le labium déroulé et prêt à sucer le nectar.

Elles ont été suivies de restauration et renouvellement de populations qui expliqueraient de nombreuses sous-espèces formes ou variétés légèrement différentes avec des différences biogéographiques dans les colorations au sein d'une même espèce.
D'autres genres d'apidés d'apparence similaire sont parfois appelés « bourdons ». C'est le cas des xylocopes, abeilles du genre Xylocopa, qu'on appelle parfois « bourdon bleu » ou « bourdon noir ». De même, certains mâles d'abeilles sociales, dont les abeilles domestiques Apis mellifera, sont appelés « faux bourdons ».

## Description

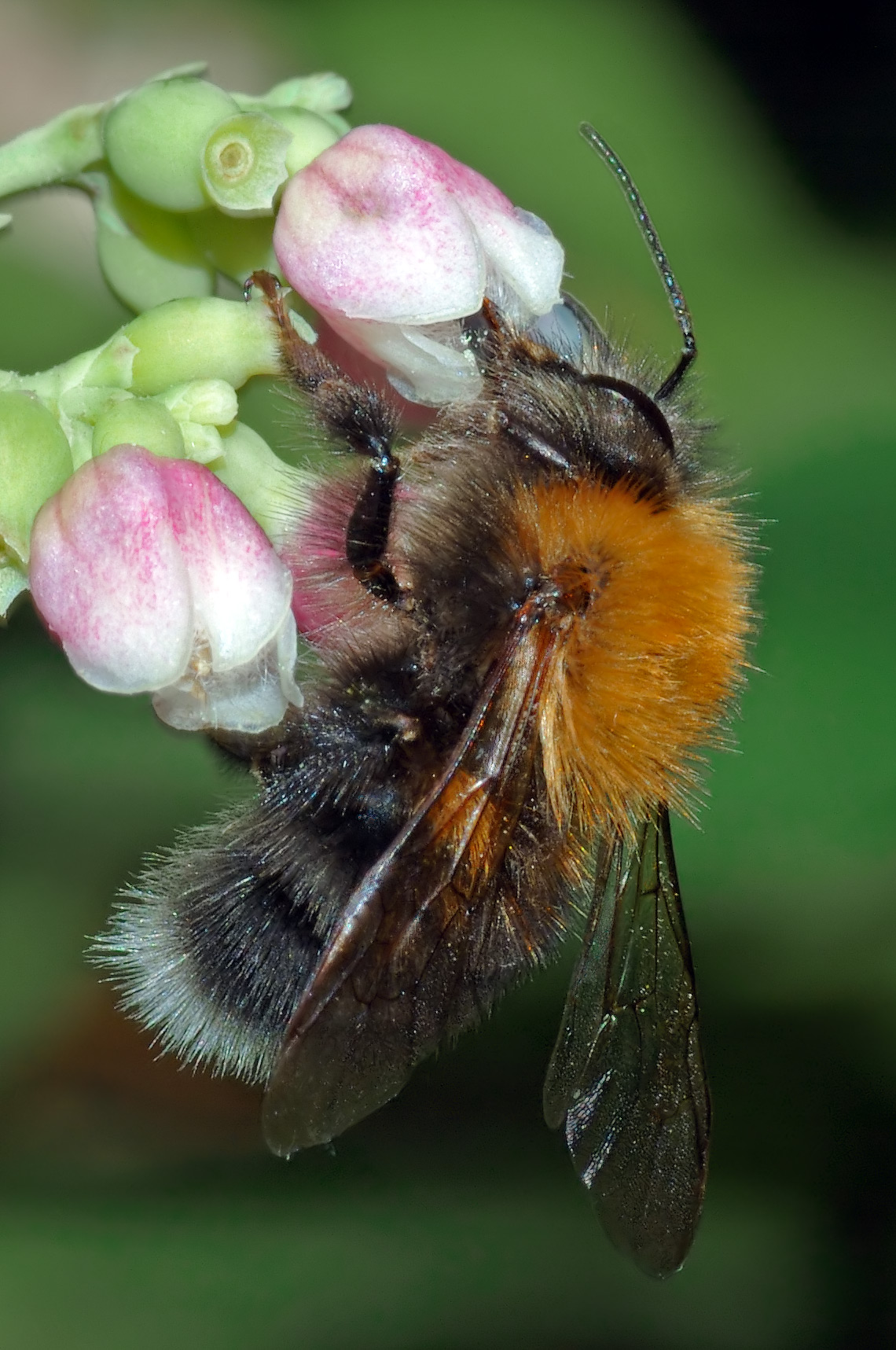
Bombus hypnorum mâle récoltant du pollen

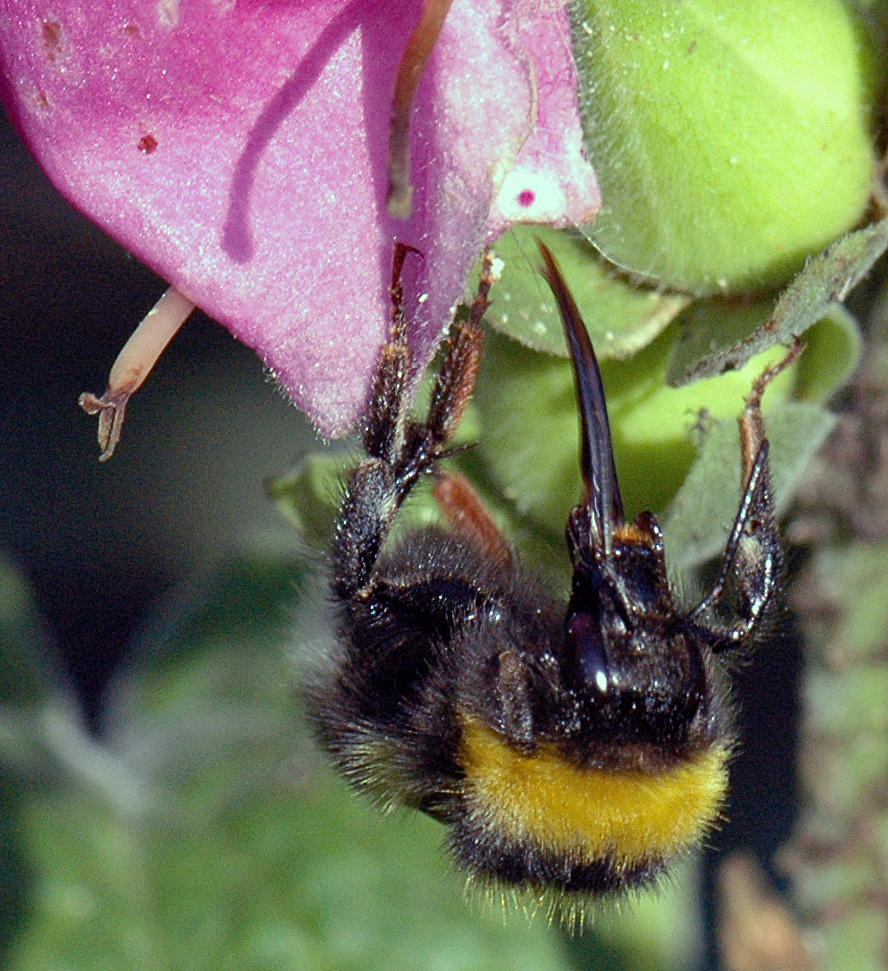
Trompe à nectar.

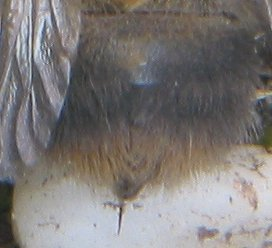
Dard d'un bourdon femelle.

Les bourdons se caractérisent et se différencient de la plupart des abeilles par une silhouette trapue et une importante pilosité. Il existe une variation (généralement territoriale) importante dans la coloration des individus à l'intérieur d'une même espèce. Un examen à la loupe binoculaire est souvent nécessaire pour une identification correcte de l'espèce (via les genitalia).
Ils comptent parmi les plus petits animaux endothermes connus. Leur endothermie (facultative) est élaborée et efficace, ce qui est inhabituel parmi les insectes. Leur métabolisme (forte dépense énergétique), leur mode de vie (bourdonnière enterrée), leur couleur (bandes noires absorbant la chaleur du soleil) et leur « fourrure » isolante les aident à maintenir une température interne élevée. Ils sont ainsi les premiers et derniers pollinisateurs apoïdes actifs par temps frais.
Le corps des bourdons est la plupart du temps coloré de noir et jaune. Ils ont un aspect robuste et sont couverts de poils. Ils mesurent habituellement entre 6 et 25 mm de long.
La taille générale dépend de la caste :
- La reine, le plus gros insecte de la colonie, mesure entre 13 et 32 mm de long.
- Les ouvrières (femelles sexuées ou non) mesurent entre 7 et 18 mm de long.
- Les mâles mesurent entre 10 et 17 mm de long.

Les bourdons femelles et les ouvrières ont un aiguillon lisse dépourvu de barbillon (contrairement aux abeilles) et ne risquent pas d’arracher une partie de leur abdomen après une piqûre. Comme les guêpes, ils ne meurent donc pas après avoir piqué et peuvent infliger plusieurs douloureuses piqûres. Cela dit, ils vivent de façon discrète et ne sont pas agressifs, si bien qu'ils ne piquent pratiquement jamais, sauf si l'on marche dessus à pieds nus, s’ils sont saisis entre les doigts ou serrés dans la main dans un ultime réflexe de défense ou pour défendre leurs ruches.
Les femelles peuvent injecter des peptides neurologiques mais non allergisants (apamine, peptide neurotoxiques, et un peptide dégranulant mastocytaire [dit MCD pour mast cell degranulating]) et des allergènes mineurs. Le venin de bourdon contient des allergènes identiques à ceux du venin d'abeille, incluant des protéines propres,. En cas d'allergie aux piqûres de bourdon confirmée par des tests cutanés et/ou IgEs positifs à l’abeille, une désensibilisation est possible au venin d’abeille. Si l'allergie au bourdon suit une sensibilisation par piqûre d’abeille, l'allergie implique sans doute des allergènes communs aux abeille et bourdons, la désensibilisation est alors efficace. Si la sensibilisation est uniquement due à des piqûres de bourdon (souvent chez des professionnels), la désensibilisation avec le venin d’abeille peut échouer ou être incertaine. Une prescription d’adrénaline auto-injectable est alors recommandée.
Les bourdons sont strictement végétariens. Les larves et les adultes se nourrissent respectivement de miel ; de nectar et de pollen.

### Vol et portance
Comme la majorité des abeilles, le bourdon est capable de voler grâce au tourbillon d’air créé par le mouvement descendant de ses ailes. Le bourdon vole à une vitesse de trois mètres à la seconde[réf. nécessaire]. Certains scientifiques comparent sa capacité de voler au déplacement d’un nageur dans l’eau, le bourdon étant très léger par rapport à l’air.

## Habitat
Ils sont originaires des régions froides et tempérées de l’hémisphère nord, les contraintes climatiques les ont conduits à adopter un rythme annuel de développement. On rencontre les bourdons dans les régions tempérées et plus fraîches que celles très fréquentées par les abeilles.
Ce sont presque les seuls insectes pollinisateurs d'un grand nombre de plantes (espèces à corolles bilabiées, genre Aconitum L. notamment, qui pourraient pâtir de la régression des bourdons, comme beaucoup d'autres plantes à fleur).

## Comportements

### Sociabilité et relations interspécifiques
Ce sont des insectes sociaux. La reine, passant l'hiver seule, recherche au printemps une cavité soit naturelle comme un terrier de petit rongeur, soit artificielle comme un nichoir pour oiseaux pour y bâtir un nid à l'aide de mousse, de poils, de feuilles, d'herbe et y pond ses premiers œufs dans des cellules de cire. Là, les larves se transforment en nymphes puis en ouvrières stériles qui continueront le développement de la colonie en butinant pour la nourrir de nectar et de pollen de fleurs. À la fin de l'été, une couvée donnera naissance à de nouvelles reines qui devront passer l'hiver et recommenceront le cycle.
Pourtant, tous les bourdons ne forment pas une colonie. Certaines espèces de bourdons, les "psithyres" sont considérés comme des parasites.
Généralement, les bourdons ne sont pas des insectes agressifs. Seules les femelles (c'est-à-dire la reine et les ouvrières) piquent par autodéfense quand elles se sentent menacées ou quand on dérange leur « nid ». Les espèces américaines sont réputées plus agressives.
Un chercheur, Lars Chittka, a révélé l'étendue des capacités cognitives du bourdon (dont le maniement d'outil, ou la création d'images mentales). Il leur reconnaît même une conscience. Il raconte ainsi que S. Ravi et son équipe ont incité des bourdons à voler à travers de petites ouvertures de différentes tailles. Les bourdons "scannent"  l’ouverture avant de la franchir, afin d'évaluer la taille du trou. Si elle correspond à la taille de l'individu, les bourdons inclinent leur corps ou volent de travers pour y passer, montrant ainsi une certaine forme de connaissance de leurs propres dimensions corporelles. Lars Chittka démontre également avec son équipe que les bourdons peuvent adopter des comportements de jeu, en les observant manipuler des billes en bois sans but alimentaire ou reproductif.

### Pollinisation

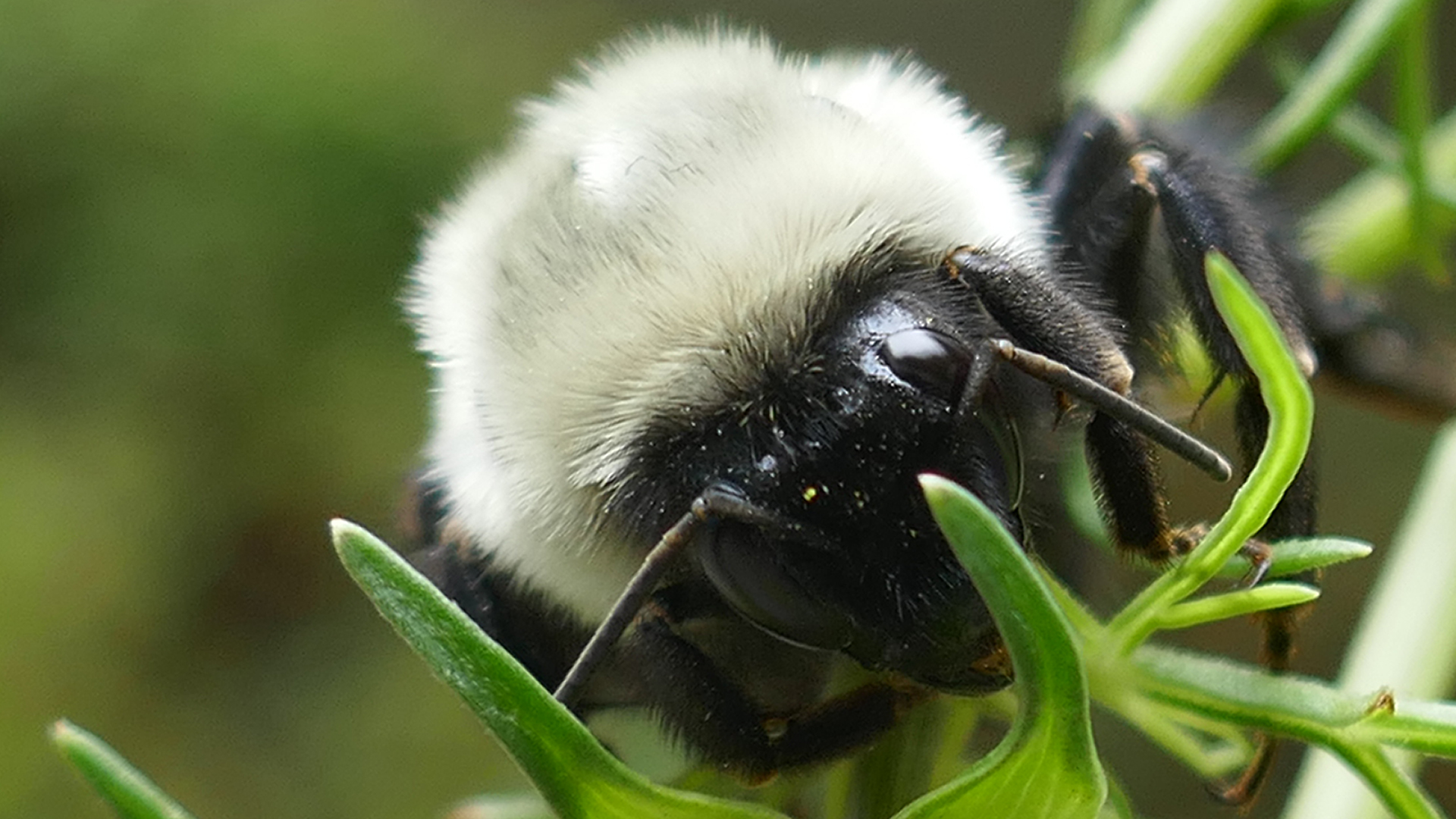
Bourdon fébrile dit Bombus impatiens, Montréal.

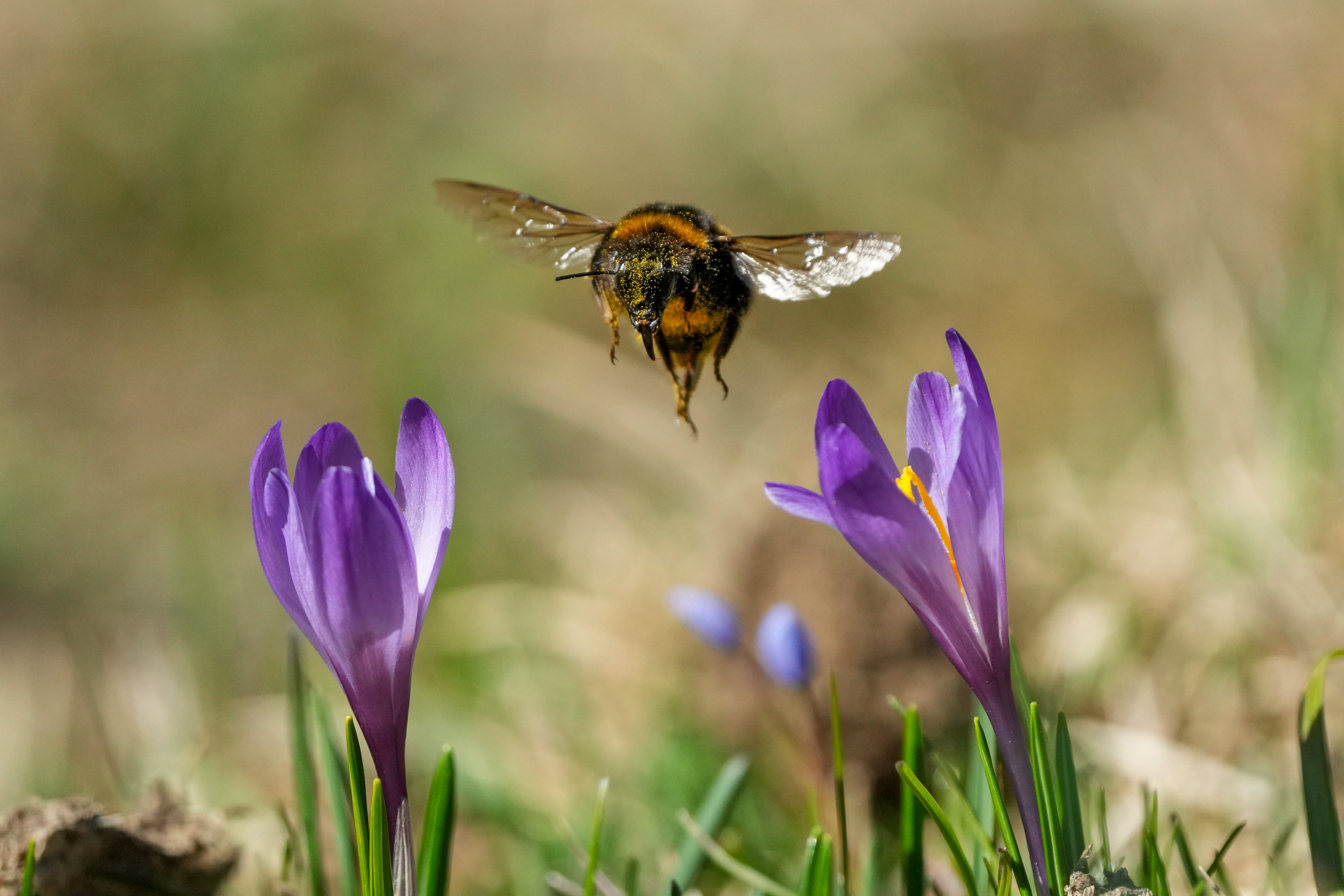
Bourdon chargé de pollen en vol vers un Crocus

Les bourdons sont de grands pollinisateurs encore actifs dans des conditions climatiques peu favorables et sont essentiels pour la biodiversité. Ils jouent un rôle important de pollinisateur des cultures de fraises, framboises, myrtilles où ils peuvent remplacer l’abeille. Certaines fleurs (cyclamens, bruyères, tomates) ont une « pollinisation vibratile » (les anthères libèrent le pollen par de petits pores et non des fentes de déhiscence, d'où la nécessité d'être pollinisés par des insectes capables de vibrer à la bonne fréquence, tels les bourdons et les anthophores). Les bourdons munis d'un proboscis court (Bombus lucorum, Bombus terrestris, Bombus wurflenii) ne peuvent accéder au nectar produit par les petits nectaires des calices ou des corolles en forme de long tube. Ils adoptent une stratégie différente, perforent la base du périanthe (laissant un trou caractéristique), quelquefois en même temps le calice et la corolle, et passent leur trompe dans ce jour pour atteindre le nectar, sans assurer la pollinisation (vol de nectar). Ces ouvertures profitent ultérieurement à des insectes anthophiles (d'autres bourdons, abeilles). Fruits de millions d’années de coévolution, les relations mutualistes entre fleurs et bourdons pourraient être bouleversées par le réchauffement climatique qui entraîne une raréfaction de toutes les espèces de fleurs. Confrontés à cette insécurité alimentaire, les bourdons à proboscis long ouvrent leur régime à d’autres types de fleurs, dont celles à corolle peu profonde. La sélection naturelle favorise ainsi les individus à langue plus courte, entraînant un rapide rétrécissement de l’organe chez ces espèces.
Les bourdons ont un cycle de vie largement régulé par la température, alors que les plantes sont souvent plus sensibles à la longueur du jour : il arrive que les bourdons soient déjà nombreux et les fleurs encore rares. Les bourdons sont alors capables de mordre les feuilles et les percer de trous, ce qui a pour effet d'avancer la floraison, de par exemple deux semaines pour la Moutarde noire et un mois pour la Tomate,.
Des élevages sont organisés à grande échelle en France et dans d'autres pays et font l'objet d'un commerce national et international. Depuis les années 1980, on élève aux Pays-Bas et en Belgique plusieurs espèces pour une pollinisation horticole dirigée.

## Cycle de vie

Défécation d'excréments liquides d'un bourdon sous l'effet de la contraction de son abdomen.

L'ensemble des bourdons passent par quatre stades de développement qui sont :
- œuf ;
- larve ;
- nymphe ;
- imago (adulte).

Seules les jeunes reines fécondées passent l'hiver à l'état adulte. Les bourdons forment donc de nouvelles colonies chaque année. Au printemps, les reines cherchent un emplacement généralement sous terre, dans une cavité déjà existante, par exemple un ancien terrier de rongeur, pour y fonder une colonie. La reine récolte de la végétation (herbes, mousse, feuilles) ou même des poils pour tapisser l'intérieur de sa nouvelle demeure.
Elle construit en quelques jours, plus ou moins simultanément, deux cellules de cire et de pollen, de la taille d'un dé à coudre.
- L'une d'elles accueille les premiers œufs de la colonie.
- L'autre porte le nom de pot de miel. La reine la remplit de nectar régurgité et l'utilise comme garde-manger pendant qu'elle s'occupe de ses œufs. Elle est ainsi capable de se nourrir sans cesser la garde de sa progéniture.
Les œufs sont déposés dans la cellule de ponte sur une réserve de nourriture pour les larves (nectar + pollen) recouverte de cire. L'éclosion a lieu de trois à cinq jours plus tard. Les jeunes larves, blanches et sans pattes, s'alimentent ensemble dans l'alvéole. Au bout d'environ une semaine, chacune des larves fabrique un cocon de soie dans lequel elle se transforme en nymphe.
La reine enlève la cire qui recouvre les cocons des nymphes et couve à nouveau. Les adultes qui en sortent au bout de 12 à 14 jours sont des ouvrières. Ces femelles stériles s'occuperont de la prochaine génération produite par la reine.
À mesure que le temps passe, la reine focalise son activité sur la ponte et la construction de cellules pour ses nouveaux œufs. Elle dépose généralement trois ou quatre œufs par alvéole, qui donneront naissance à des femelles stériles. Les autres tâches sont laissées aux ouvrières.
Vers la fin de l’été, la reine pond des mâles (œufs non fécondés comme pour le genre Apis) ainsi que des femelles fertiles. Les larves de ces insectes reproducteurs sont nourries par les ouvrières, par régurgitation, d'un mélange de miel et de pollen. 

À ce stade, les ruches peuvent compter jusqu'à 600 individus chez le bourdon terrestre (bien moins que dans les ruches d'abeilles Apis qui peuvent compter plusieurs milliers d'individus).
Une fois adultes, les mâles et les femelles fertiles quittent le nid et s'accouplent. Pour passer l'hiver, les futures reines fécondées s'abritent dans n’importe quel abri sec et protégé (par exemple sous une écorce). Le reste de la colonie meurt avec la froidure de l'automne.

## Parasitisme

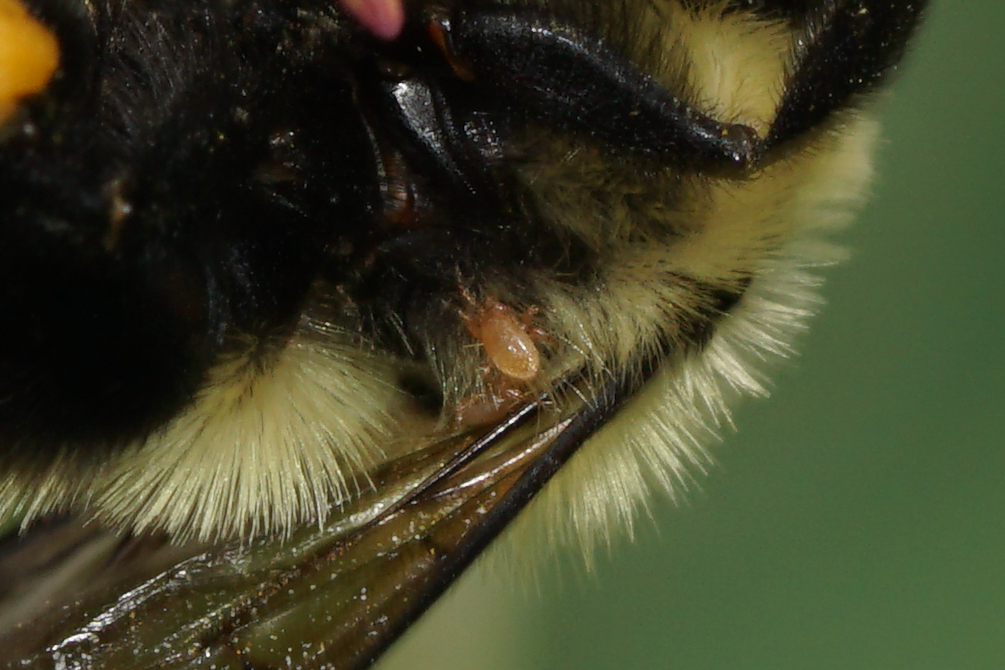
Acarien du genre Parasitellus sur Bombus bimaculatus.

Les bourdons sont fréquemment parasités par des acariens dont le genre Parasitellus. Ce dernier vit dans les nids en se nourrissant du pain d'abeille ce qui est du cleptoparasitisme et en prédatant des microarthropodes du nid, ce qui est du nettoyage symbiotique. Ils peuvent souvent être visibles en phorésie sur les bourdons, principalement les princesses sorties de l'hivernage à la recherche de nid à fonder et les reines. Une autre espèce d'acariens, Locustacarus buchneri, parasite le système respiratoire de son hôte.

## État des populations, menaces
Comme beaucoup d'insectes et en particulier de pollinisateurs (papillons et abeilles notamment), le bourdon semble affecté par une rapide dégradation de l'environnement depuis quelques décennies. Les bourdons étant réputés très communs, leur régression a sans doute été sous-estimée et est d'abord passée inaperçue, comme pour les abeilles sauvages et les guêpes et beaucoup d'autres insectes qui ont régressé. Certaines espèces régressent beaucoup moins que les abeilles, d'autres ont localement disparu.
Des inventaires ont été fréquents et réguliers dans quelques régions d'Europe (Belgique, surtout en Région wallonne ; et sud de la France, dont Languedoc-Roussillon (actuelle région Occitanie) surtout), ce qui a permis de confirmer ce que beaucoup de naturalistes pressentaient, c'est-à-dire que les populations de Bombus ont très fortement régressé depuis le début du XXe siècle (en nombre d'espèces et en effectifs par espèce) dans les zones industrielles, urbanisées et d'agriculture intensive, au nord de la Loire et particulièrement dans le Nord de la France et en Belgique où le suivi naturaliste des Bombus a été très régulier depuis le milieu du XXe siècle (les périodes 1915-1940 et 1970-1986 ayant été particulièrement bien couvertes par les entomologistes). Sur les 30 espèces autrefois observées en Belgique, seules 2 ou 3 sont encore relativement communes.
Au Royaume-Uni, sur les 27 espèces connues, deux au moins sont éteintes en 2009, et toutes les autres sont considérées comme sérieusement menacées . À titre d'exemple, Bombus sylvarum aurait perdu 90 % de ses effectifs au XXe siècle, ne survivant plus que dans les zones où des prairies extensives ont été sauvegardées. Une association anglaise a restauré un sanctuaire des bourdons en restaurant de vastes prairies fleuries et plusieurs études montrent que l'agroécologie pourrait améliorer la situation des pollinisateurs. Au Canada, le bourdon est classé en 2019 en voie de « disparition imminente ».

### Causes
Des biologistes de l’université de Stirling (Écosse) ont expérimentalement exposé des colonies en développement à des doses d’imidaclopride (néonicotinoïde matière active du Gaucho, Coboy 350, Confidor, Provado, etc.) à dose comparable à celles que les bourdons trouvent aujourd’hui dans le nectar en milieu naturel. En six semaines, les nids des bourdons exposés étaient 8 % à 12 % plus légers que les témoins, laissant supposer que la colonie se nourrissait moins. Pire, chaque nid avait en moyenne produit 85 % de reines en moins, ce qui conduit a priori à une diminution de 85 % des nids pour l’année suivante, alertent les chercheurs .
Une autre cause est la diminution des ressources florales disponibles sur plusieurs saisons et aux échelles écopaysagères dans les paysages agricoles,,.
Le réchauffement climatique est suspecté d'impacter la survie des insectes, notamment les vagues de canicules qui ont touché diverses régions du monde depuis la fin du XXe siècle.

### Initiatives pour la sauvegarde des bourdons
- Un observatoire des bourdons[42], porté par le Muséum national d'histoire naturelle, l'association Asterella et Tela Insecta, a vu le jour en 2008. Il propose au grand public d'aider les scientifiques à suivre la biodiversité en comptant les bourdons dans son jardin. Fin 2010, plus de 750 personnes participent activement à ce réseau.
- Des nids à bourdons (à enterrer dans le sol) sont vendus dans le commerce par des sociétés spécialisées, notamment en Allemagne.
- De nombreuses ONG contribuent à sensibiliser le public à l'importance de ne pas utiliser de pesticides dans le jardin, se nourrir d'aliments cultivés issus de l'agriculture biologique et conserver des bandes fleuries pour les pollinisateurs, dont le bourdon.
- Des initiatives internationales scientifiques émergent aussi, encouragées par le déclin brutal et très important des populations d'abeilles et de nombreux papillons dans les zones d'agriculture intensive, puis sur de vastes territoires. Certaines portent sur une échelle mondiale, comme le projet élaboré dans le cadre de la convention pour la biodiversité (ex. : le programme Pollinators[43]) ou sur des échelles supranationales telles qu'européennes (European Pollinator Initiative[44].)

## Espèces
Liste (sous-espèces non comprises)

### Espèces européennes
- Bombus alpinus (Linnaeus 1758)
- Bombus argillaceus (Scopoli 1763)
- Bombus armeniacus Radoszkowski 1877
- Bombus balteatus Dahlbom 1832
- Bombus barbutellus (Kirby 1802)
- Bombus bohemicus Seidl 1838
- Bombus brodmannicus Vogt 1909
- Bombus campestris (Panzer 1801)
- Bombus cingulatus Wahlberg 1854
- Bombus confusus Schenck 1859
- Bombus consobrinus Dahlbom 1832
- Bombus cullumanus (Kirby 1802)
- Bombus deuteronymus Schulz 1906
- Bombus distinguendus Morawitz 1869
- Bombus flavidus Eversmann 1852
- Bombus fragrans (Pallas 1771)
- Bombus gerstaeckeri Morawitz 1881
- Bombus haematurus Kriechbaumer 1870
- Bombus hortorum (Linnaeus 1761)
- Bombus humilis Illiger 1806
- Bombus hyperboreus Schoenherr 1809
- Bombus hypnorum (Linnaeus 1758)
- Bombus inexspectatus (Tkalcu 1963)
- Bombus jonellus (Kirby 1802)
- Bombus laesus Morawitz 1875
- Bombus lapidarius (Linnaeus 1758)
- Bombus lapponicus (Fabricius 1793)
- Bombus lucorum (Linnaeus 1761)
- Bombus magnus Vogt 1911
- Bombus maxillosus Klug 1817
- Bombus mendax Gerstaecker 1869
- Bombus mesomelas Gerstaecker 1869
- Bombus mlokosievitzii Radoszkowski 1877
- Bombus modestus Eversmann 1852
- Bombus monticola Smith 1849
- Bombus mucidus Gerstaecker 1869
- Bombus muscorum (Linnaeus 1758)
- Bombus norvegicus (Sparre-Schneider 1918)
- Bombus pascuorum (Scopoli 1763)
- Bombus perezi Schulthess-Rechburg 1886
- Bombus polaris Curtis 1835
- Bombus pomorum (Panzer 1805)
- Bombus pratorum (Linnaeus 1761)
- Bombus pyrenaeus Perez 1879
- Bombus quadricolor (Lepeletier 1832)
- Bombus ruderarius (Müller 1776)
- Bombus ruderatus (Fabricius 1775)
- Bombus rupestris (Fabricius 1793)
- Bombus schrencki Morawitz 1881
- Bombus semenoviellus Skorikov 1910
- Bombus serrisquama Morawitz 1888
- Bombus shaposhnikovi Skorikov 1910
- Bombus sichelii Radoszkowski 1859
- Bombus soroeensis (Fabricius 1777)
- Bombus subterraneus (Linnaeus 1758)
- Bombus sylvarum (Linnaeus 1761)
- Bombus sylvestris (Lepeletier 1832)
- Bombus terrestris (Linnaeus 1758)
- Bombus vestalis (Geoffroy 1785)
- Bombus veteranus (Fabricius 1793)
- Bombus vorticosus Gerstaecker 1872
- Bombus wurflenii Radoszkowski 1859

### Espèces nord-américaines(à compléter)
- Bombus affinis
- Bombus appositus
- Bombus auricomus
- Bombus balteatus
- Bombus bifarius
- Bombus bimaculatus
- Bombus bohemicus
- Bombus borealis
- Bombus californicus
- Bombus calignosus
- Bombus centralis
- Bombus citrinus
- Bombus cryptarum
- Bombus crotchii
- Bombus fernaldae
- Bombus fervidus
- Bombus flavidus
- Bombus fraternus
- Bombus griseocollis
- Bombus huntii
- Bombus impatiens (Cresson, 1863)
- Bombus insularis
- Bombus melanopygus
- Bombus mixtus
- Bombus morrisoni
- Bombus nevadensis
- Bombus occidentalis
- Bombus pensylvanicus
- Bombus ruforcinctus
- Bombus sylvicola
- Bombus ternarius
- Bombus vagans
- Bombus vandykei
- Bombus vosnesenskii

## Art
Le bourdon a inspiré à Nikolaï Rimski-Korsakov le Vol du bourdon.
En 2021, le groupe suédois ABBA chante sur son album Voyage la chanson Bumblebee (bourdon), exprimant la crainte de leur disparition et le fait qu'« un monde sans eux serait une nouvelle forme de solitude ».